# Piskořov

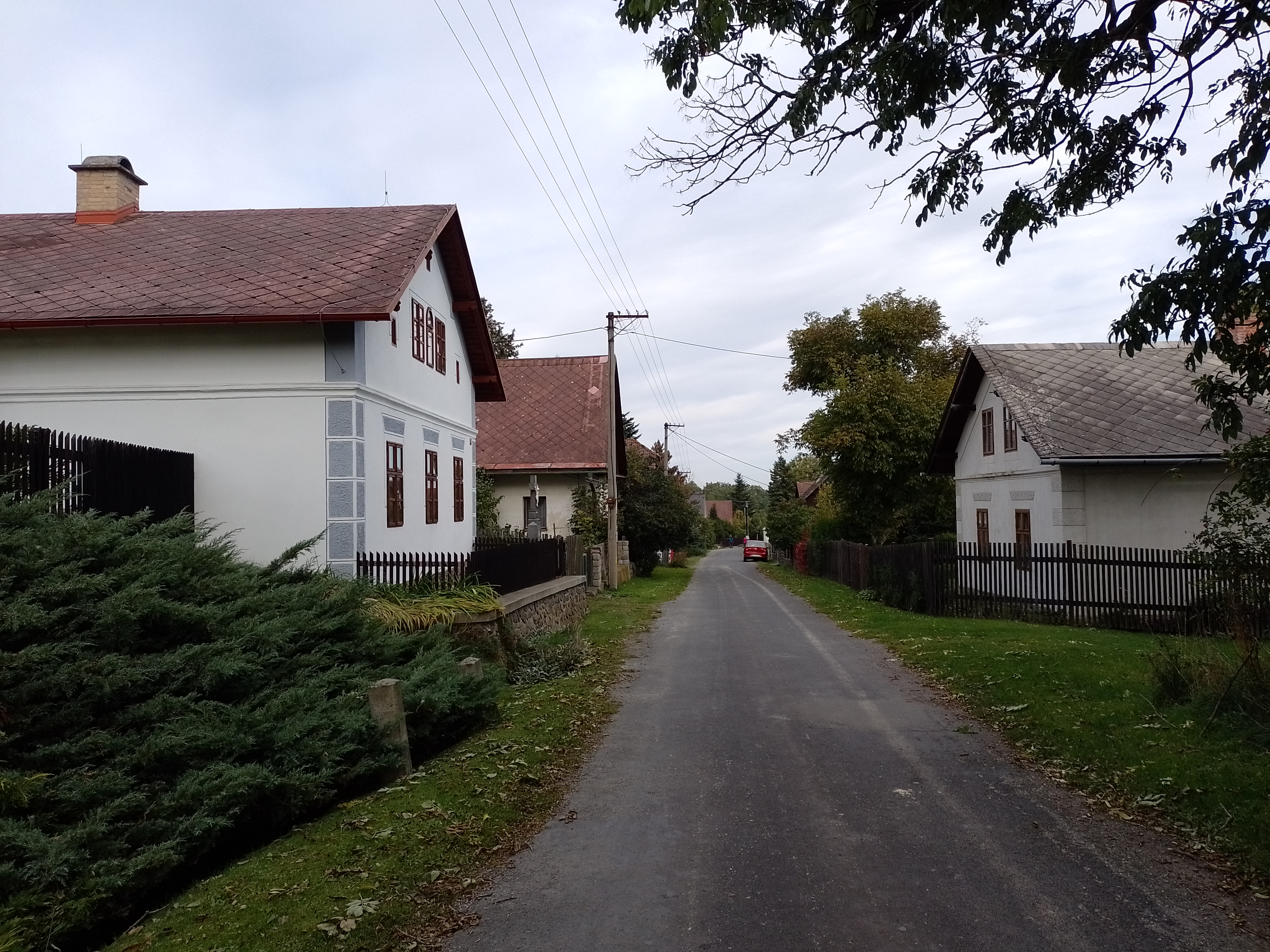
Dorfstraße

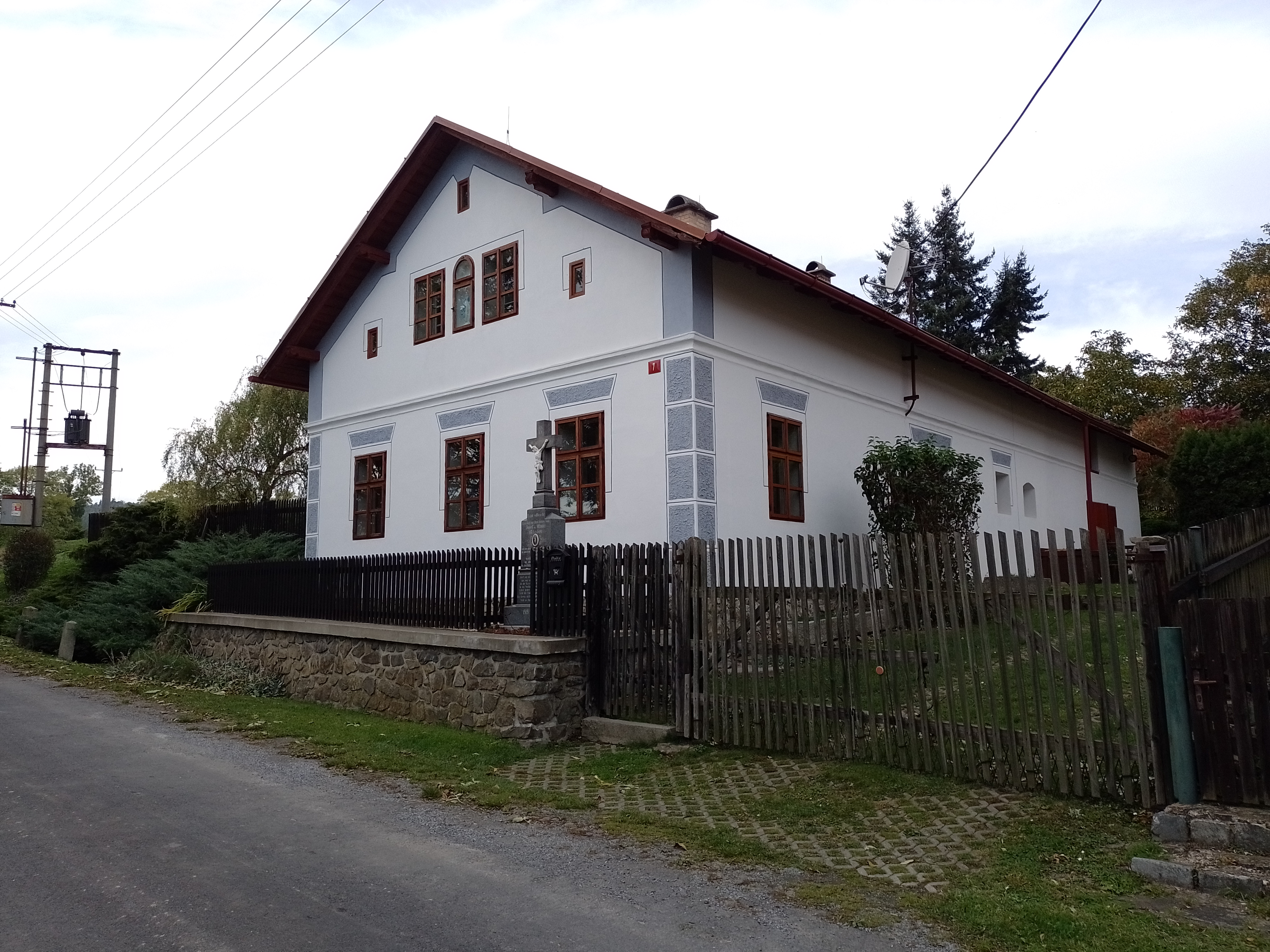
Haus Nr. 7

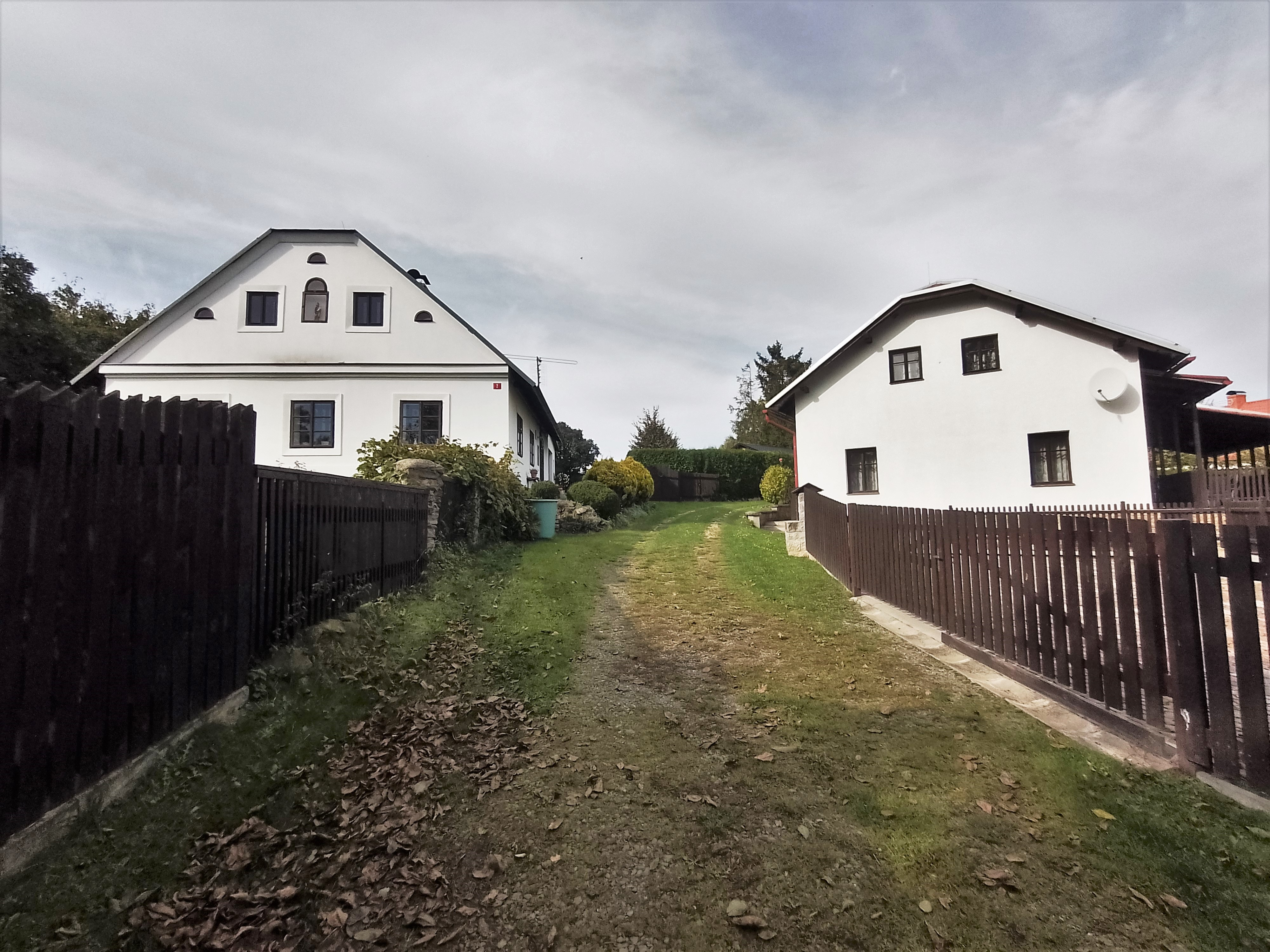
Häuser Nr. 2 und Nr. 33

Piskořov (deutsch Peischdorf, volkstümlich Pischdorf) ist ein Ortsteil der Stadt Město Albrechtice (Olbersdorf) in Tschechien. Er liegt vier Kilometer nordöstlich von Město Albrechtice an der Grenze zu Polen und gehört zum Okres Bruntál.

## Geographie
Der als Gassendorf angelegte Ort befindet sich in einem linken Seitental der Hrozová (Grossebach) am Rande der Zlatohorská vrchovina (Zuckmanteler Bergland) in der Jindřichovská pahorkatina (Hennersdorfer Hügelland). Nördlich erheben sich der Hradiště (Schlossberg, 474 m. n.m.), die Květnice (Felchenberg, 520 m. n.m.), der Na Silnici (438 m. n.m.) und die Poruba (449 m. n.m.), im Südosten die Cygańska Góra (Zigeunerberg, 475 m n.p.m.) und die Gołąbki (Taubenberge, 485 m n.p.m.), südwestlich der Doppelgipfel Na Hranici (541 m. n.m.) und Hraniční vrch (Titzeberg, 536 m. n.m.) sowie im Nordwesten der Pěnkavčí vrch (520 m. n.m.), der Obecní vrch (Gemeindeberg, 568 m. n.m.) und die Kobyla (574 m. n.m.). Gegen Norden erstreckt sich der Wildpark Víno.
Nachbarorte sind Bučávka (Butschafka) und Nový Les (Neuwald) im Norden, Víno (Weine) und Równe (Roben) im Nordosten, Pelhřimovy (Mährisch Pilgersdorf), Pielgrzymów (Pilgersdorf) und Dobieszów (Dobersdorf) im Osten, Bursztet (Burgstädtel), Dwórzno (Zollhaus) und Radynia (Raden) im Südosten, Krasne Pole (Schönwiese), Podlesie (Feldhof), Lenarcice (Geppersdorf) und Opawica (Troplowitz) im Süden, Ves Albrechtice (Olbersdorf Dorf) im Südwesten, Biskupice (Bischofwalde) im Westen sowie Rudíkovy (Reigelsdorf), Třemešná (Röwersdorf) und Damašek (Damasko) im Nordwesten.

## Geschichte
Die erste schriftliche Erwähnung von „Pizkerstorph“ erfolgte im 1267 niedergeschriebenen Testament des Olmützer Bischofs Bruno von Schauenburg. 1317 wurde der Ort als Piskersdorf bezeichnet. Im Jahre 1389 gehörte Piskorzow zu den Besitzungen des Heinrich von Füllstein. Aus dem Jahre 1400 ist der Name Peiskersdorf überliefert. 1474 wurde das Dorf als wüst bezeichnet. In der Mitte des 16. Jahrhunderts erfolgte die Wiederbesiedlung. 1554 wurde das Dorf unter den Namen Peisgersdorf bzw. Piskorziow als Teil des bischöflichen Lehens Roßwald aufgeführt. Weitere Namensformen waren Peisskessdorf (1555), Piskořovy (ab 1573), Peiskersdorf (1590), Beischkendorf (1630), Peuschen (ab 1676), Beisdorf (1720) und Peischdorf (ab 1751). Nach dem Ende des Ersten Schlesischen Krieges wurde 1742 südlich von Peischdorf entlang des Grossebaches die neue Grenze zu Preußisch Schlesien gezogen. Bis 1783 gehörte Peischdorf – wie die anderen mährischen Enklaven – zum Prerauer Kreis, danach zum Troppauer Kreis.
Im Jahre 1835 bestand Peischdorf aus 21 Häusern mit 140 deutschsprachigen und katholischen Einwohnern, die von der Landwirtschaft lebten. Im Ort gab es einen Erbrichter, 15 Großgärtner und drei Häusler. Auf den Ortsfluren befand sich eine Mineralwasserquelle. Pfarr- und Schulort war Roßwald. Die Nutzfläche umfasste 250 Joch fruchtbares Ackerland. Das Dorf war Teil der großen mährischen Enklave Hotzenplotz. Bis zur Mitte des 19. Jahrhunderts blieb Peischdorf der Lehnsherrschaft Roßwald untertänig.
Nach der Aufhebung der Patrimonialherrschaften bildete Peischdorf / Piskořov ab 1849 einen Ortsteil von Markt Roßwald im Gerichtsbezirk Hotzenplotz. Im Jahre 1868 löste sich Peischdorf von Markt Roßwald los und bildete eine eigene Gemeinde. Ab 1869 gehörte Peischdorf zum Bezirk Jägerndorf. Zu dieser Zeit hatte das Dorf 129 Einwohner und bestand aus 21 Häusern. Im Jahre 1900 lebten in Peischdorf 114 Personen, 1910 waren es 113. Nach dem Ende des Ersten Weltkrieges 1918 wurde Peischdorf Teil der neugegründeten Tschechoslowakei. Beim Zensus von 1921 lebten in den 33 Häusern der Gemeinde 100 Deutsche. Im Jahre 1930 bestand Peischdorf aus 33 Häusern und hatte 99 Einwohner; 1939 waren es 106. Nach dem Münchner Abkommen wurde das Dorf im Herbst 1938 dem Deutschen Reich zugesprochen und gehörte bis 1945 zum Landkreis Jägerndorf. Nach dem Ende des Zweiten Weltkrieges wurde Piskořov 1945 wieder Teil der Tschechoslowakei. Die deutschsprachige Bevölkerung wurde 1946 fast vollständig vertrieben. Im Jahre 1950 lebten in den 29 Häusern von Piskořov nur noch 20 Personen. 1951 erfolgte die Eingemeindung nach Město Albrechtice. Im Jahre 1961 wurde das Dorf in den Okres Bruntál umgegliedert. Im Jahre 1970 hatte Piskořov 49 Einwohner. Zu Beginn des Jahres 1971 wurde Biskupice dem Ortsteil Piskořov zugeschlagen. 2004 wurde Piskořov zur dörflichen Denkmalszone erklärt. Beim Zensus von 2011 lebten in den 28 Häusern von Piskořov neun Personen.

## Ortsgliederung
Der Ortsteil Piskořov bildet einen Katastralbezirk.

## Sehenswürdigkeiten
Piskořov ist das einzige dörfliche Denkmalschutzgebiet im Hotzenplotzer Ländchen.
- Mehrere gut erhaltene Häuser in der Volksbauweise des Ländchens.
- Kapelle, in der Ortsmitte
- Steinernes Gedenkkreuz für den an der Ostfront gefallenen Josef Kleiber, vor dem Haus Nr. 7, errichtet 1919 durch seine Eltern.
- Kapelle der hl. Anna, zwei Kilometer nordwestlich des Dorfes an der Straße nach Město Albrechtice. Das im 18. Jahrhundert errichtete Bauwerk mit sechseckigem Grundriss und Zwiebeldach am Rande der Gemarkung von Piskořov ist seit 1958 als Kulturdenkmal geschützt.[5]